# روبرت ماموني
روبرت ماموني (بالإنجليزية: Robert Mammone)‏ هو ممثل أسترالي، ولد في 1971 في أستراليا.

## أعمال

### أفلام
- (1994) قتال الشوارع[3][4]
- (2003) الماتريكس 2[5][6][7]
- (2003) الماتريكس 3[8][9][10]
- (2007) المدانون

## وصلات خارجية
- روبرت ماموني على موقع IMDb (الإنجليزية)
- روبرت ماموني على موقع ألو سيني (الفرنسية)
- روبرت ماموني على موقع أول موفي (الإنجليزية)
- روبرت ماموني على موقع قاعدة بيانات الأفلام السويدية (السويدية)
- روبرت ماموني على موقع قاعدة بيانات الفيلم (الإنجليزية)
- روبرت ماموني على موقع كينوبويسك (الروسية)